# باكو فيغيروا
باكو فيغيروا (بالإنجليزية: Paco Figueroa) هو لاعب كرة قاعدة أمريكي، ولد في 19 فبراير 1983 في ميامي في الولايات المتحدة.

## وصلات خارجية
- باكو فيغيروا على موقعبيزبول رفرنس.كوم (الدوري الثانوي) (الإنجليزية)